# Последний акулий торнадо: как раз вовремя
«Последний акулий торнадо: Как раз вовремя» (англ. The Last Sharknado: It's About Time, также известный как «Акулий торнадо 6») — это американский научно-фантастический комедийный фильм-катастрофа 2018 года, снятый для телевидения, и шестая и последняя часть серии фильмов «Акулий торнадо». Режиссёром фильма выступил Энтони Ферранте, а Иан Зиринг, Тара Рид и Кэсси Скербо повторили свои роли из предыдущих частей. В фильме Фин и банда используют путешествие во времени для того, чтобы остановить акулий ад в истории. Фильм получил в целом негативные отзывы.

## Сюжет
Сразу после событий предыдущего фильма, когда Земля была полностью опустошена глобальным роем акульего торнадо, Фин и его уже взрослый сын Гил отправляются на 66 миллионов лет назад в меловой период, чтобы предотвратить первый акулий торнадо и уничтожить это явление раз и навсегда. Вскоре после прибытия Гил исчезает; Фин узнает из сообщения, записанного Гилом ранее, что из-за нестабильности энергии, необходимой для путешествия во времени, любой человек может отправиться в прошлое только один раз, а все последующие путешествия приводят к его исчезновению. Фин с помощью Новы отбирает у динозавра сумку, содержащую кибернетическую голову Эйприл, и к ним присоединяются докиборговые Эйприл и Брайан, которых Гил спас, удалив их из времени их первоначальной смерти. Когда они начинают излагать свой план, появляется первый акулий торнадо, сопровождающийся метеоритным дождем. Фин планирует использовать тепло метеоритов, чтобы взорвать акулий торнадо. Затем банда приближается к акульему торнадо на птеродактиле, а Фин прыгает вниз на акулу и пытается направить её на потребление осколков метеорита. Во время выполнения плана они видят прошлую версию Гила верхом на динозавре внутри торнадо, прежде чем он исчезает в будущем. В конце концов, Фин сбивает акулу в торнадо, прежде чем он (торнадо) взрывается и рассеивает бурю. Полагая, что они изменили историю, чтобы стереть явление торнадо, группа использует конденсатор, встроенный в эмблему полета Гила, чтобы попытаться вернуться в настоящее.
Однако вместо этого Фин и компания попадают в средневековый Камелот, где Брайан превратился в женщину в результате временного изменения. Они сталкиваются с Морганой и предстают перед Мерлином, который обнаруживает исследования Гила по созданию моста Эйнштейна-Розена для создания метода путешествий во времени. Более того, путешествие Гила во времени изменило пространство-время, что привело к появлению акульего торнадо во всей истории, пока он ищет своих родителей. Эйприл также узнает о своем будущем, когда Фин случайно роняет пакет с головой робота Эйприл, а остальные обнаруживают его содержимое и извиняются за то, что держали Эйприл в неведении, чтобы избавить её от необходимости знать свою судьбу. Она принимает извинения Фина, но как раз в тот момент, когда они вновь соединяются, формируется ещё один акулий торнадо и направляется прямо к замку. Гил из прошлого использует акулу для путешествия в будущее, а Фин решает использовать Экскалибур, чтобы победить акулу, при этом Моргану убивает одна из акул. Затем группа отправляется в эпоху Революционной войны, где встречает Бенджамина Франклина и Джорджа Вашингтона, а Брайан (вернувшийся в исходную форму) убеждает их позволить им использовать свои пушки для уничтожения акулы, угрожающей флоту Революционной армии. Им это удается, но Брайан остается позади, а остальные продолжают путь.
Оказавшись на Диком Западе, группа невольно позволяет Билли Киду сбежать из перестрелки с местным шерифом, в результате чего Фин арестовывается шерифом, а Эйприл и Нова прячутся. Однако, поскольку Билли должен был помочь Гилу сбежать из тюрьмы, это грозит серьёзным изменением временной линии. Нову и Эйприл спасает Скай, которая также была спасена Гилом перед тем, как её отправили обратно на Дикий Запад. Скай помогает Эйприл и Нове спасти Фина и Гила, при этом Скай создает бутстрап-парадокс, сказав Гилу спасти её будущее «я». Понимая, что они не могут сделать ничего, что помешало бы путешествию Гила во времени в поисках его родителей, группа позволяет ему совершить прыжок во времени с помощью торнадо, а затем уничтожает этот торнадо глазными лазерами робота Эйприл. Затем группа использует поезд для создания следующего временного портала и оказывается на пляже в 1950-х годах, где формируется акулий торнадо. Фин встречает молодые версии своих родителей Гилберта и Рэй, которых Гил нанял для помощи в создании конденсатора времени. После того как Гил совершает прыжок во времени, попав в акулий торнадо на доске для серфинга, группа уничтожает этот торнадо с помощью лучевого пистолета, созданного Гилом и его бабушкой и дедушкой. Группа пытается последовать за Гилом в 11 июля 2013 года, чтобы остановить акулий торнадо из первого фильма, но Нова саботирует конденсатор и перемещается в 1997 год, где она пытается спасти своего деда от гибели в результате нападения акулы, которое травмировало её в детстве. Несмотря на предупреждения Фина о том, что не стоит так сильно изменять свою личную временную линию, Нова спасает своего деда, но сама оказывается съеденной в результате нападения акулы. Эйприл тоже погибает, а голова робота Эйприл пропадает в океане.
Потрясенные, Фин и Скай решают продолжить путь и используют акулу, чтобы совершить ещё один прыжок в 2013 год. Однако вместо этого они попадают в далекое будущее 2013 года, где обнаруживают, что робот Эйприл захватила разрушенный мир, оставшийся после глобального акульего нашествия, используя армию своих клонов и летающих роботов-акул. Она объясняет, что после того, как её голову нашла рыбацкая лодка, она почувствовала себя брошенной и потратила следующие 20 000 лет на создание стабильной машины времени, с помощью которой она заставила Фина перенестись в её будущее, чтобы они могли быть вместе навсегда. Робот Эйприл замораживает Скай в карбоните и пытается убедить Фина остаться с ней, используя свои клоны их детей и Новы, но Фин отказывается, что заставляет её пытать его электричеством, пока не просыпается и не вмешивается человек Эйприл, которую робот Эйприл оживила и сохранила, чтобы она служила генетической основой для клонов. Пока две Эйприл сражаются друг с другом, Фин использует машину времени, чтобы попасть в 2013 год, где он приземляется на корабль капитана Сантьяго как раз в тот момент, когда формируется настоящий первый акулий торнадо. Фин обнаруживает, что команда Сантьяго нашла голову робота Эйприл, и вмешивается, чтобы изменить историю и не дать ей стать злом. Фин и Сантьяго сражаются с акулами, пока голова робота Эйприл перезаряжает свои глазные лазеры, чтобы уничтожить акулий торнадо. Однако появляется робот Эйприл из будущего (замаскированная под Гила), и её схватка с Фином внутри акульего торнадо повреждает конденсатор, разрывая ткань реальности. Время начинает разрушаться, создавая «тайменадо», в котором такие исторические личности, как Клеопатра и Адольф Гитлер, проходят через вихрь, разрушающий вселенную. Голова современного робота Эйприл помогает Фину окончательно уничтожить её будущее «я», и он запускает её ядерный предохранитель перезагрузки, жертвуя собой, чтобы уничтожить торнадо и сшить разорванную ткань времени, что приводит к созданию новой временной линии.
В новой временной линии, свободной от акульего торнадо, все члены семьи Шепардов и их друзья живы. Фин и Эйприл управляют баром из первого фильма вместе с Новой, которая теперь любит акул. Эйприл беременна Гилом. Телевизионная реклама показывает, что Скай стала политиком и является ведущим кандидатом в президенты. Дочь Фина Клаудия передает Фину письмо от его отца, который находится в космосе и прислал в подарок на рождение Гила знак отличия своего полета. Фин, который планирует уехать на пенсию в Канзас вместе с Эйприл и Гилом, произносит эмоциональную прощальную речь перед своими друзьями и семьей. У Эйприл начинаются схватки, и все спешат покинуть бар, чтобы отправиться в больницу. Когда они уходят, по телевизору показывают передачу The Today Show с Элом Рокером, который сообщает, что на небе совсем нет облаков, что, скорее всего, никогда больше не повторится.

## В ролях

### В главных ролях
| Актёр            | Роль               |
| ---------------- | ------------------ |
| Иан Зиринг       | Фин Шеперд         |
| Тара Рид         | Эйприл Шепард      |
| Кэсси Сербо      | Нова Кларк         |
| Кэтрин Сербо     | молодая Нова Кларк |
| Джуда Фридлендер | Брайан             |
| Дебра Уилсон     | новый Брайан       |
| Вивика А. Фокс   | Скай               |
| Крис Оуэн        | 30-летняя девочка  |

### Во второстепенных ролях и эпизодах
| Актёр                | Роль                                  |
| -------------------- | ------------------------------------- |
| Коди Линли           | Мэтт Шеперд                           |
| Райан Ньюмен         | Клаудия Шеперд                        |
| Шерил Тьегс          | Май Шепард                            |
| Гэри Бьюзи           | Уилфорд Векслер                       |
| Бо Дерек             | Май Векслер                           |
| Марк Макграт         | Мартин Броди                          |
| Кэри Вюрер           | Эллен Шеперд-Броди                    |
| Масиела Луша         | Близнецы Шеперд                       |
| Имани Хаким          | Габриэль Шеперд                       |
| Кортни Бакстер       | Мора Броди                            |
| Данте Палмитер       | Вон Броди                             |
| Джон Хёрд            | Джордж Архивные кадры                 |
| Нил Деграсс Тайсон   | Мерлин                                |
| Аляска               | Моргана                               |
| Марина Сиртис        | Винтер                                |
| Лесли Джордан        | Бенджамин Франклин                    |
| Даррелл Хэммонд      | Джордж Вашингтон                      |
| Бен Штейн            | Александр Гамильтон                   |
| Рой Тейлор           | Джебедия Кларк                        |
| Масиела Луша         | Джемини                               |
| Константин Вискрану  | Пол Ревир                             |
| Декстер Холланд      | Британский капитан                    |
| Джонатан Беннетт     | Билли Кид                             |
| Гилберт Готтфрид     | Рэнд Макдональд Отец Рона Макдональда |
| Ди Снайдер           | Шериф                                 |
| Дин Макдермотт       | Джилли                                |
| Кристофер Найт       | Дедушка Кларк                         |
| Израиль Саез-де-Миге | Капитан Карлос Сантьяго               |
| Маркус Чой           | Пэлмер                                |
| Ла Тойя Джексон      | Клеопатра                             |
| Джеймс Хонг          | Конфуций                              |
| Эйлин Дэвидсон       | Мария-Антуанетта                      |
| Шад Гаспар           | Мохаммед Али                          |
| Джейсон Пол          | Джо Льюис                             |
| Патрик Лабиорто      | Юлий Цезарь                           |
| Юлия Ладжуетт        | Амелия Эрхарт                         |
| Шарон Дезире         | Жанна д’Арк                           |
| Аль-Рокер            | камео                                 |

## Производство
«Акулий торнадо 6» был выпущен 19 августа 2018 года. Тара Рид, Иан Зиринг и Кэсси Сербо вернулися к своим ролям, и в фильме было показано путешествие во времени, нацисты, динозавры, рыцари и Ноев ковчег. 28 марта 2018 года Сифи подтвердил, что фильм возможно будет заключительным в франшизе. 25 мая название фильма было показано в тизер-трейлере. Фильм будет носить название Последний акулий торнадо: Как раз вовремя (англ. The Last Sharknado: It's About Time). 2 августа вышел 30-секундный трейлер. Вивика А. Фокс, которая снялась в «Акулий торнадо 2: Второй по счёту», повторила свою роль для заключительного фильма. Несколько других актёров повторили свои роли в камео для финальной сцены фильма; Чак Хиттингер вновь появился в роли Мэтта Шепарда, заменив Коди Линли, который изобразил Мэтта в четвёртом и пятом фильмах.

## Критика
Как и четвёртый и пятый фильм, заключительный фильм получил в целом негативные отзывы. Фильм имеет 22 балла на Metacritic, что указывает на «в целом неблагоприятные отзывы». Rotten Tomatoes дал фильму 20 %, основанных на пяти рецензиях критиков.